# Ola Thommessen

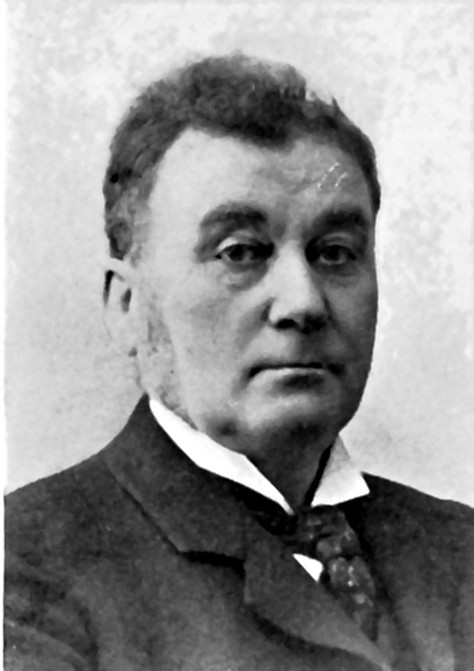
Ola Thommessen

Olaf Anton Thommessen, född 23 september 1851 på gården Holtan i Borre, död 10 februari 1942 i Oslo, var en norsk redaktör. 
Thommessen blev student 1870, verkade en tid som lärare, ägnade sig åt filologiska studier och journalistik och blev 1877 juris kandidat. Från juni 1878 övertog han redaktörsposten på den då tio år gamla veckotidningen "Verdens Gang", som snart blev oppositionens främsta organ. År 1885 blev han delägare i tidningen, vilken ett par år senare övergick till ett konsortium, samtidigt som den omvandlades till en dagstidning av europeiskt snitt, ofta med illustrationer. På grund av en konflikt med tidningens ekonomiska ledning lämnade han 1910 redaktionen av "Verdens Gang" och grundade samma år den frisinnade dagstidningen "Tidens Tegn", vars chefredaktör han därefter var intill 1917, då han efterträddes av sonen Rolf Thommessen.
Vid sidan av sin journalistiska verksamhet deltog Thommessen i det politiska livet som föredragshållare under valkampanjerna vid stortingsvalen från 1890-talet. Förutom en rad tilläggshäften till sin tidning utgav han Politik for hvermand (1885), Politik for alle (1909), Vers, egne og oversatte (1918), en översättning av Johan Ludvig Runebergs Legender (1921) och Fremmede dikte i norsk drakt (1922).